# Plautilla Nelli
Sor Plautilla Nelli (Florencia, 1524- ?,1588) fue una monja dominica que trabajó como artista, siendo considerada la primera mujer pintora renacentista autodidacta de Florencia, Italia.
Pertenecía a la orden de los Predicadores y residía en el convento de  Santa Calatina de Siena situado en la Plaza de San Marcos, Florencia, y recibió una gran influencia de las enseñanzas de Savonarola y por la obra de Fray Bartolomeo.

## Biografía
Pulisena Margherita Nelli nació en una familia rica en Florencia, Italia. Su padre, Piero di Luca Nelli, era un exitoso comerciante de telas y sus antepasados procedían de la zona del valle toscano de Mugello, al igual que la dinastía de los Médici. Una calle de Florencia, la conocida como “ Via del Canto de 'Nelli”, en el distrito de San Lorenzo, está dedicada a familia, y la casa de la familia Nelli se ubicaba en lo que es hoy en día la sacristía nueva de la  Iglesia de San Lorenzo.
Entró en el convento de Santa Catalina de Siena con catorce años, tomando el nombre de Sor Plautilla, y llegó a ser priora del mismo en tres ocasiones, estando el convento gestionado por los frailes dominicos de San Marcos, encabezados por Savonarola. Las predicaciones de Savonarola promoviendo la pintura devocional y dibujo de las religiosas para evitar la pereza, convirtió el convento en un centro de formación para la monja-artista. Su hermana Costanza, también monja, (Sor Petronila), escribió una vida de Savonarola.
Nelli gozó del favor y la estima de muchos clientes (incluidas mujeres), realizó piezas de gran tamaño y también miniaturas. El historiador de arte del siglo XVI Giorgio Vasari escribió, "y en las casas de los caballeros en toda Florencia, hay tantas imágenes, que sería tedioso para intentar hablar de todos ellos". Fray Serafino Razzi , un fraile dominico, historiador del siglo XVI y discípulo de Savonarola, hizo referencia a la faceta de Plautilla como profesora, nombrando a tres monjas de Santa Catalina como discípulas suyas, Sor Prudencia Cambi, Sor Ágata Trabalesi y Sor María Ruggieri;  y a otras tres monjas pintoras: Sor Verónica, Sor Dionisia Niccolini, y su propia hermana Sor María Angélica Razzi.

## Arte y estilo
A pesar de que era autodidacta, Nelli copió obras del pintor manierista Agnolo Bronzino y del pintor renacentista Andrea del Sarto. Su principal fuente de inspiración vino de copias de obras de Fray Bartolomeo, que reflejaba el clasicismo, estilo impuesto por las teorías artísticas de Savonarola. Fray Bartolomeo dejó sus dibujos a su discípulo fray Paolino que, a su vez, los dejó en posesión de Nelli.
El trabajo de Nelli se diferencia de los pintores de los que se nutre por el sentimiento elevado y por añadir expresiones a cada uno de sus personajes.
La mayoría de las obras de Nelli son a gran escala, lo que era muy raro en su época.
Nelli es una de las pocas artistas femeninas mencionadas en el libro de Vasari Vidas de los más excelentes pintores, escultores y arquitectos.
El trabajo de Nelli se caracteriza por los temas religiosos, con representaciones vivas de emoción en los rostros de sus personajes. Nelli carecía de capacitación formal y sus figuras masculinas se dice que tienen "características femeninas", ya que su vocación religiosa prohibía el estudio del desnudo masculino.

## Obras
Nelli produjo principalmente piezas devocionales en pinturas a gran escala, lunetas de madera, ilustraciones de libros y dibujos. Sus pinturas incluyen Lamentación con los santos (en el amplio refectorio, Museo de San Marcos, restaurado en 2006), Santa Catalina recibe los estigmas y Santo Domingo recibe el Rosario, en el Museo del Cenáculo de San Salvi, en Florencia, ambos restaurados en 2008.

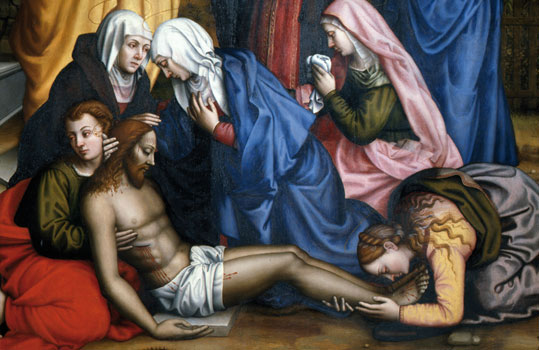
Lamentación con los santos  por Plautilla Nelli.
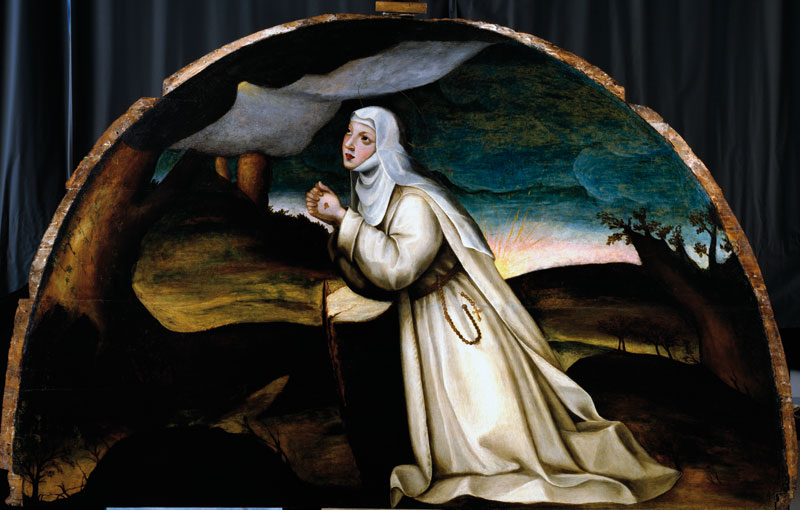
Santa Catalina recibe los estigmas por Plautilla Nelli.
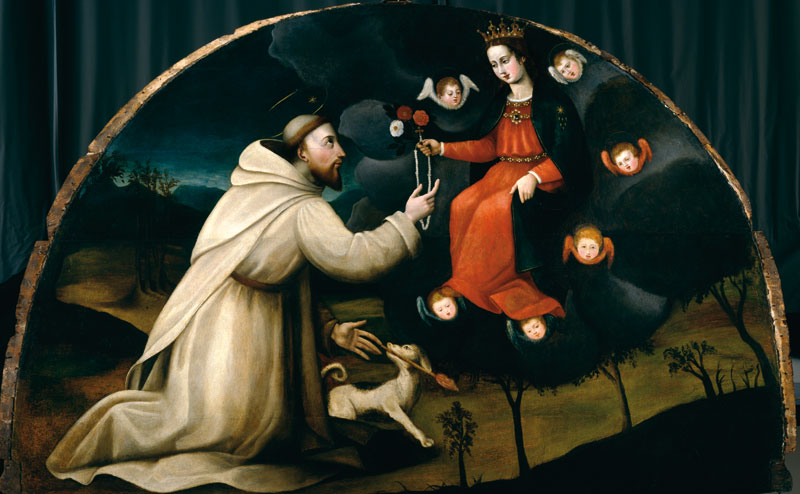
Santo Domingo recibe el Rosario pintado por Plautilla Nelli.
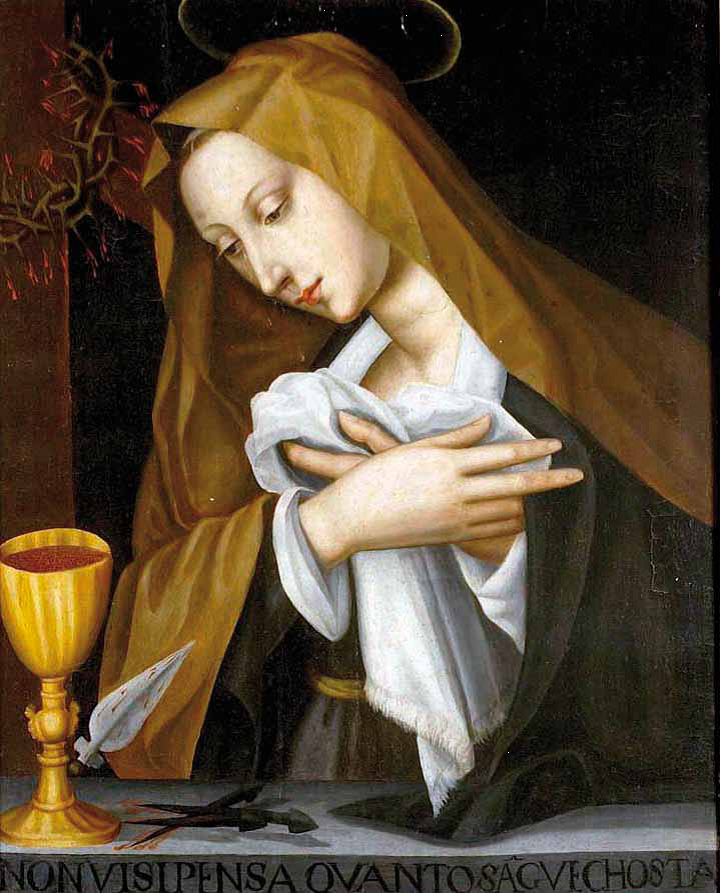
Dolorosa, pintado por Plautilla Nelli.

La Dolorosa de Nelli, también en el Museo de San Salvi, es una copia de una pieza similar de Alessandro Allori. Su Crucifixión se exhibe en la Certosa di Galluzzo, cerca de Florencia.  La última cena se encuentra en el refectorio de los edificios conventuales de la Iglesia de Santa María Novella (no abierto al público), siendo la única obra firmada por Plautilla Nelli. Pueden observarse nueve dibujos en el Gabinete de Dibujos y Grabados (GDSU, que es un departamento de los Uffizi en Florencia, dedicado a las artes gráficas. Se encuentra en el primer piso de la galería, en las instalaciones realizadas por el antiguo Teatro Medici), que se restauraron en el año 2007 e incluyen varias representaciones de la figura humana. El Pentecostés, en la  Basílica de San Domenico en Perugia, es otra de sus obras más significativas.

## Restauraciones
En octubre de 2019, Advancing Women Artist, AWA, una organización norteamericana no gubernamental sin fines de lucro, que busca rescatar y dar voz a las mujeres artistas Florentinas que han sido mantenidas ocultas por siglos, anunció que después de 450 años de mantenerse oculta, sería mostrada nuevamente al público la obra La última cena, después de un profundo proceso de restauración de cuatro años liderado por Rossella Lari. Esta obra originariamente estuvo en el comedor del convento donde vivía la artista, en Santa Catalina. Después de la disolución del convento por órdenes de Napoleón a comienzos del siglo XIX, fue adquirida por el monasterio florentino de Santa María Novella en 1817 y colocada en el comedor de dicho monasterio. Desde allí salió hasta un nuevo lugar alrededor de 1865, lugar en el que se mantuvo en un almacén en condiciones muy desfavorables, afectando la calidad y la integridad de dicha obra. En 1911, la investigadora Giovanna Pierattini escribió que esta obra había sido desmontada del panel en el que se encontraba y que había sido enrollada y mantenida negligentemente por casi 30 años. En 1966 fue rescatada a raíz de las inundaciones de Florencia para ser mantenida en Santa María Novella y, cuando se inició una reparación de las instalaciones de dicho monasterio, fue trasladada hasta las habitaciones privadas de los frailes. En 1990 la obra fue intervenida, y en 2015 AWA empezó el trabajo de restauración que tomó cuatro años y fue realizado con fondos obtenidos mediante campañas de micromecenazgo. Desde 2019 la obra se exhibe en el Museo de la Iglesia de Santa María Novella y se le califica como una obra de arte a la altura de las de Filippo Brunelleschi.